# Lã

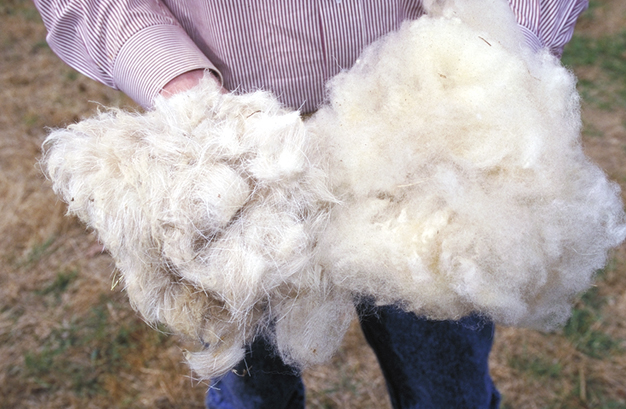
Lã de ovelha

A lã é derivada da pelagem da ovelha, da vicunha, da alpaca, da alpama ou da lhama que, depois de tosquiado, é processado industrialmente para usos têxteis, limpeza e coloração.
O tecido feito de pelo que serve como isolante térmico não esquenta tanto sob o sol (mantém a temperatura do corpo em média 5 a 8 graus mais baixa em comparação com tecidos sintéticos expostos ao sol), como luvas, gorros e cachecóis.

## Alguns tipos de lã
Há pelo menos 1400 raças adaptadas às condições mais adversas do mundo. As mais conhecidas são:
Merino
É uma das raças mais antigas de ovinos, sendo que produz a lã mais fina e valiosa. O comprimento da mecha varia de cinco a dez centímetros.
Polwarth ou Ideal

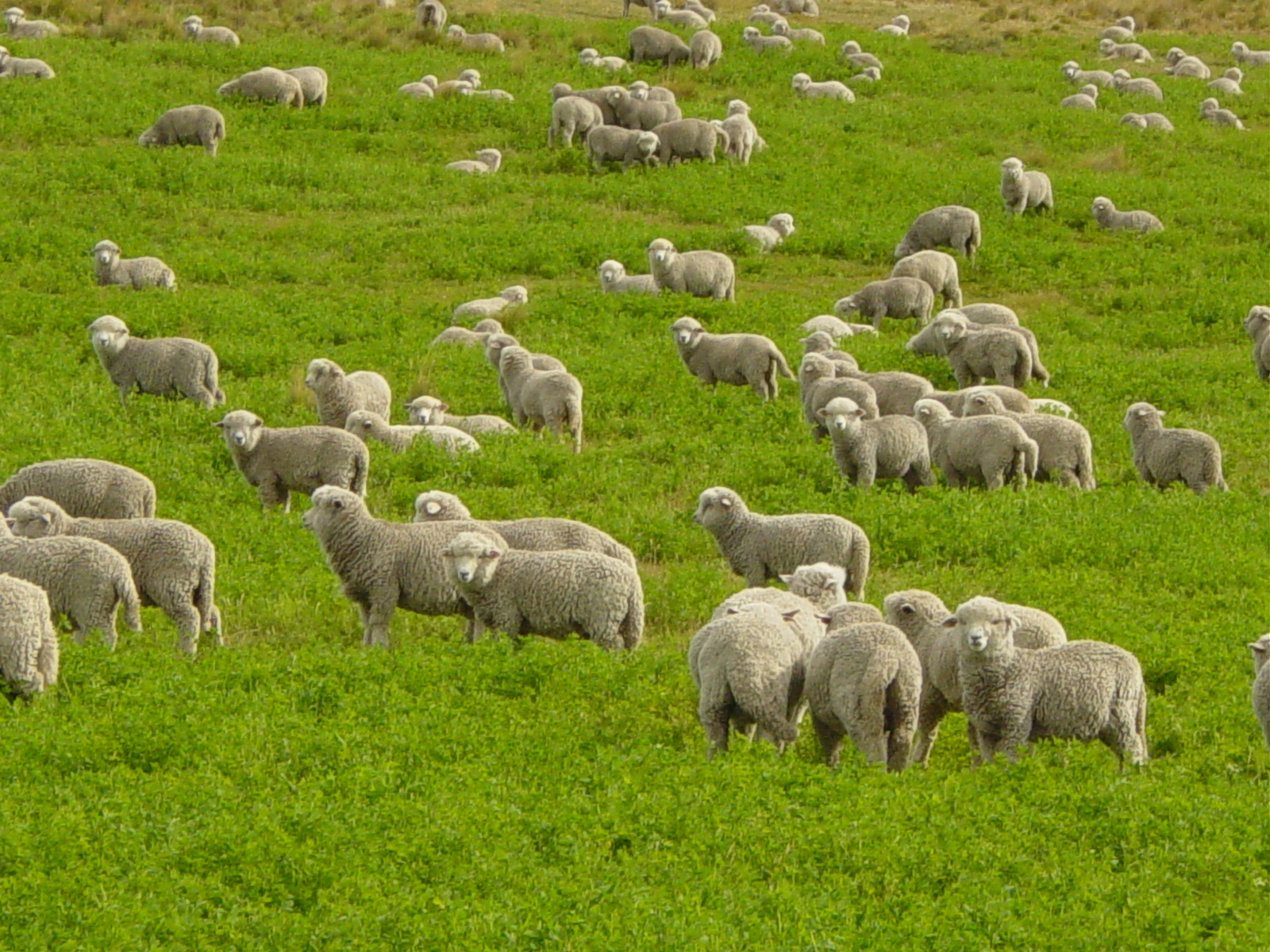
Ovelhas Corriedale

Este tipo de ovino foi obtido através do cruzamentos de carneiros de raça inglesa Lincoln (de lã grossa) com ovelhas Merino (de lã fina e com limitado comprimento).
Corriedale
Ovinos criados na Nova Zelândia, por cruzamento da raça Merino de lã fina com a raça Lincoln. Sua lã é denominada “Cruza Fina” polilo que corresponde à classificação de Prima B e Cruza 1 para fêmeas e Cruzas 1 e 2 para machos.

## Cores naturais de lã (do mais comum ao mais raro)
- Branca
- Preta
- Acinzentada
- Bege
- Caramelo

## Utilizações da lã
- Fios para tricotar;
- Tecidos para vestuário e decoração;
- Cobertores e mantas;
- Tapeçarias e alcatifas;
- Produtos com utilização na medicina;
- Isolamentos térmicos e acústicos.

## Produção mundial em 2019
| 1.  | China          | 341 120 |
| 2.  | Austrália      | 328 608 |
| 3.  | Nova Zelândia  | 122 227 |
| 4.  | Reino Unido    | 70 467  |
| 5.  | Turquia        | 65 030  |
| 6.  | Marrocos       | 64 948  |
| 7.  | Rússia         | 50 211  |
| 8.  | Irão           | 49 064  |
| 9.  | Paquistão      | 45 444  |
| 10. | Argentina      | 42 000  |
| 11. | África do Sul  | 41 899  |
| 12. | Turquemenistão | 41 814  |
| 13. | Cazaquistão    | 39 492  |
| 14. | Índia          | 37 887  |
| 15. | Uzbequistão    | 35 115  |
| 16. | Argélia        | 34 718  |
| 17. | Uruguai        | 30 707  |

Fonte: FAO